# Denver Broncos 1995
La stagione 1995 dei Denver Broncos è stata la 26ª della franchigia nella National Football League, la 36ª complessiva e la prima con Mike Shanahan come capo-allenatore. Questa annata è ricordata come un punto di svolta per la franchigia, con l'arrivo di Shanahan e la scelta nel Draft del running back Hall of Famer Terrell Davis.

## Scelte nel Draft 1995
| Scelte dei Broncos nel Draft 1995 |     |                   |    |                  |
| 4                                 | 121 | Jamie Brown       | OT | Florida A&M      |
| 4                                 | 124 | Ken Brown         | LB | Virginia Tech    |
| 5                                 | 146 | Phil Yeboah-Kodie | LB | Penn State       |
| 6                                 | 182 | Fritz Fequeire    | G  | Iowa             |
| 6                                 | 196 | Terrell Davis     | RB | Georgia          |
| 7                                 | 218 | Steve Russ        | LB | Air Force        |
| 7                                 | 222 | Byron Chamberlain | WR | Wayne State (NE) |

## Calendario
| Stagione regolare |                    |                         |                    |                    |
| Turno             | Data               | Avversario              | Risultato          | Pubblico           |
| 1                 | 3/9/1995           | Buffalo Bills           | V 22–7             | 75,743             |
| 2                 | 10/9/1995          | at Dallas Cowboys       | S 31–21            | 64,576             |
| 3                 | 17/9/1995          | Washington Redskins     | V 38–31            | 71,930             |
| 4                 | 24/9/1995          | at San Diego Chargers   | S 17–6             | 58,978             |
| 5                 | 1/10/1995          | at Seattle Seahawks     | S 27–10            | 56,483             |
| 6                 | 8/10/1995          | at New England Patriots | V 37–3             | 60,074             |
| 7                 | 16/10/1995         | Oakland Raiders         | V 27–0             | 75,491             |
| 8                 | 22/10/1995         | Kansas City Chiefs      | S 21–7             | 71,044             |
| 9                 | Settimana di pausa | Settimana di pausa      | Settimana di pausa | Settimana di pausa |
| 10                | 5/11/1995          | Arizona Cardinals       | V 38–6             | 71,488             |
| 11                | 12/11/1995         | at Philadelphia Eagles  | S 31–13            | 60,842             |
| 12                | 19/11/1995         | San Diego Chargers      | V 30–27            | 74,681             |
| 13                | 26/11/1995         | at Houston Oilers       | S 42–33            | 36,113             |
| 14                | 3/12/1995          | Jacksonville Jaguars    | V 31–23            | 72,231             |
| 15                | 10/12/1995         | Seattle Seahawks        | S 31–27            | 71,488             |
| 16                | 17/12/1995         | at Kansas City Chiefs   | S 20–17            | 75,061             |
| 17                | 24/12/1995         | at Oakland Raiders      | V 31–28            | 50,074             |

## Classifiche
| AFC West               | AFC West | AFC West | AFC West | AFC West | AFC West | AFC West | AFC West |
|                        | V        | S        | P        | %        | PF       | PS       | Str.     |
| ---------------------- | -------- | -------- | -------- | -------- | -------- | -------- | -------- |
| (1) Kansas City Chiefs | 13       | 3        | 0        | .813     | 358      | 241      | V2       |
| (4) San Diego Chargers | 9        | 7        | 0        | .563     | 321      | 323      | V5       |
| Seattle Seahawks       | 8        | 8        | 0        | .500     | 363      | 366      | S1       |
| Denver Broncos         | 8        | 8        | 0        | .500     | 388      | 345      | V1       |
| Oakland Raiders        | 8        | 8        | 0        | .500     | 348      | 332      | S6       |